# مسلم الجابري
مسلم محمد علي جاسم الشريداوي الجابري (29 مايو 1913 - 18 أبريل 1963) شاعر وكاتب وخطيب عراقي. ولد في النجف ونشأ بها. تعلم في معاهد النجف فدرس العلوم الدينية، وفن الخطابة والفقه الجعفري. عمل بالتدريس في جمعية منتدى النشر، وكان عضوًا في الرابطة الأدبية في النجف. أولع بالأدب والشعر، فألّف ونظم في مختلف الموضوعات. من مؤلفاته روض الأديب وشواهد الخطيب وصحيح الأخبار في النبي وآله الأطهار والغلط المشهور وله مجموعة شعريّة متنوعة الأغراض والمناسبات. توفي في مسقط رأسه. 

## سيرته
ولد مسلم بن محمد علي بن جاسم الشريداوي الجابري في مدينة النجف في 23 جمادى الاخرة 1331 / 29 مايو 1913. كان له سنتان من العمر حين توفي والده، فكفله خاله حسين القارئ بالرعاية والعناية حتى توفي فأوكلت أمّه أمر تعليمه إلى محمد حسين الفيخراني فتعلّم الأصول وعلوم اللغة والخطابة. سابهم بنشاطات أدبية متعدّدة، فقد انتمى إلى جمعية المنتدى، وجمعية الرابطة، وساهم في تأسيس المجمع الثقافي الذي استمرّ يعقد في داره لثلاث سنوات ليلة الأحد والأربعاء من كل أسبوع، وكان يضم عددًا من الأدباء والشعراء المعروفيين.

انتدب للتدريس في جمعية منتدى النشر، واشتهر في خمسينيات في جنوبي العراق كخطيب «ذا اخلاق حميدة» وهو شاعر متعدد الأغراض.

توفي في النجف في 25 ذي القعدة 1382/ 18 أبريل 1963 ودفن في مقبرته الخاصة.

## شعره
ذكره عبد العزيز البابطين في معجمه وقال «شاعر مناسبات يتناول الأغراض المتوارثة، من وصف للرياض والأزهار، ورثاء للعلماء والأعلام، وتهنئة بقران، والتأريخ الشعري للأحداث، أكثر ما بقي من شعره في رثاء أساتذته، أما قصيدته الغزلية (الرائية) فإنها تنتسب إلى مفاهيم الحب في التراث العربي. يمزج في بعض شعره الجد بالهزل، وتتضمن بعض قصائده مفردات ومصطلحات من اللهجات المحلية للعراق.»

## مؤلفاته
- روض الأديب وشواهد الخطيب
- صحيح الأخبار في النبي وآله الأطهار
- الغلط المشهور، عالج فيه الكلمات اللغوية التي اشتُهرت بالغلط
- محاضراتي، ضم محاضراته التي ألقاها في جمعية منتدى النشر
- شرح الخطبة الكبيرة للزهراء
- المحامدة، درس فيه حياة محمد بن الحنفية ومحمد بن أبي بكر ومحمد بن جعفر الطيار ومحمد بن أبي حذيفة
- ديوان شعره، مخطوط

## وصلات خارجية
- في موقع أرشيف المجلات